# HD 52556
HD 52556，又名BD+15 1431，SAO 96403、HR 2632，是一颗恒星，视星等为5.74，位于銀經200.37，銀緯9.28，其B1900.0坐标为赤經6h 56m 34.5s，赤緯+15° 9.28′ 46″。